# Abril Méndez
Abril Méndez là một nữ diễn viên người Venezuela. Cô được sinh ra ở Caracas, Venezuela.
Cô đã xuất hiện trong La mujer prohibida (1991), Black River (1991), La revancha (1989), Un domingo feliz (1989), Niña Bonita (1988), Chúng tôi sẽ gặp bạn ở lối ra (1986) và En la Boca del Lobo (2014).